# Libertów

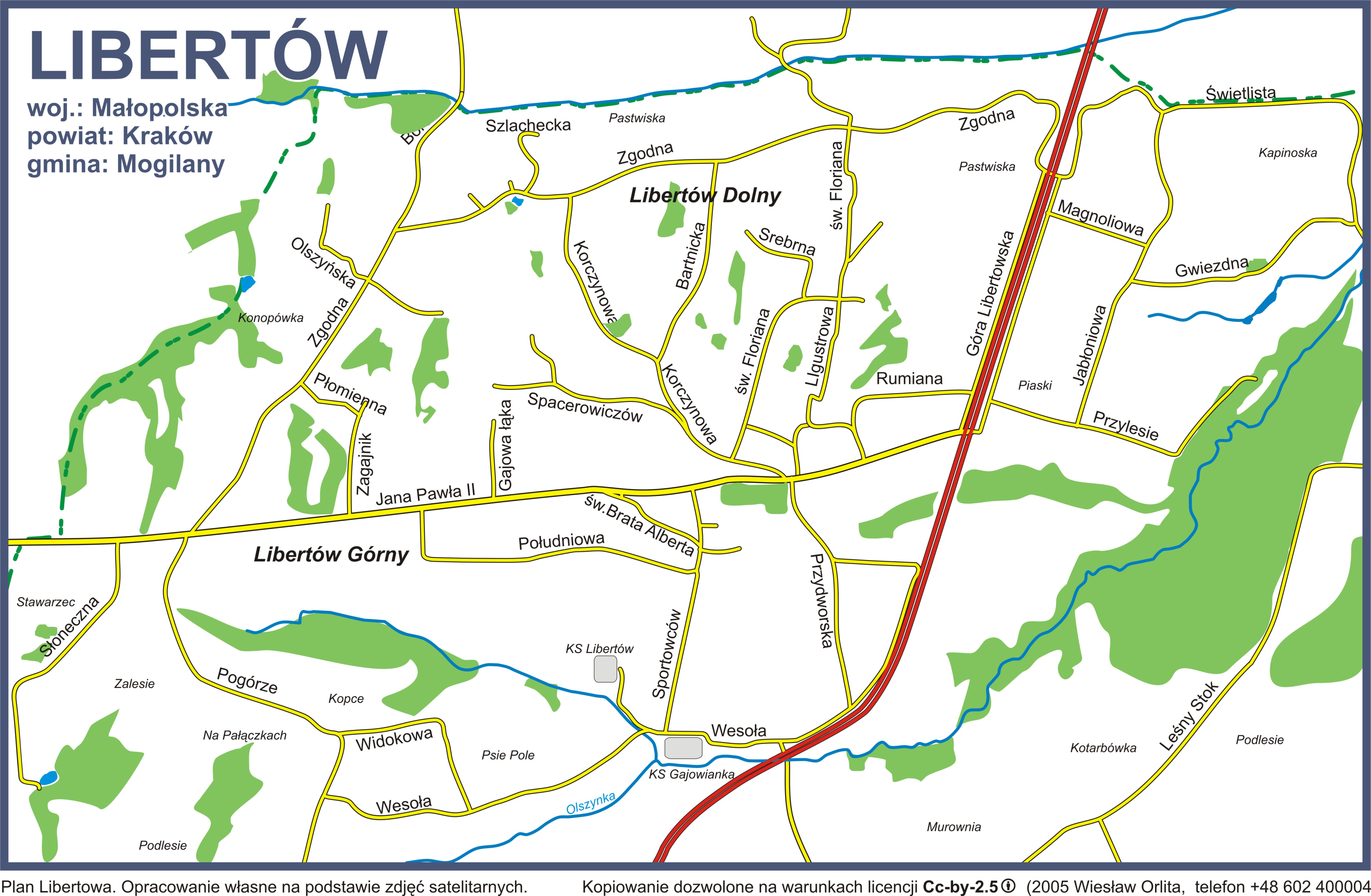
Landkarte von Libertów

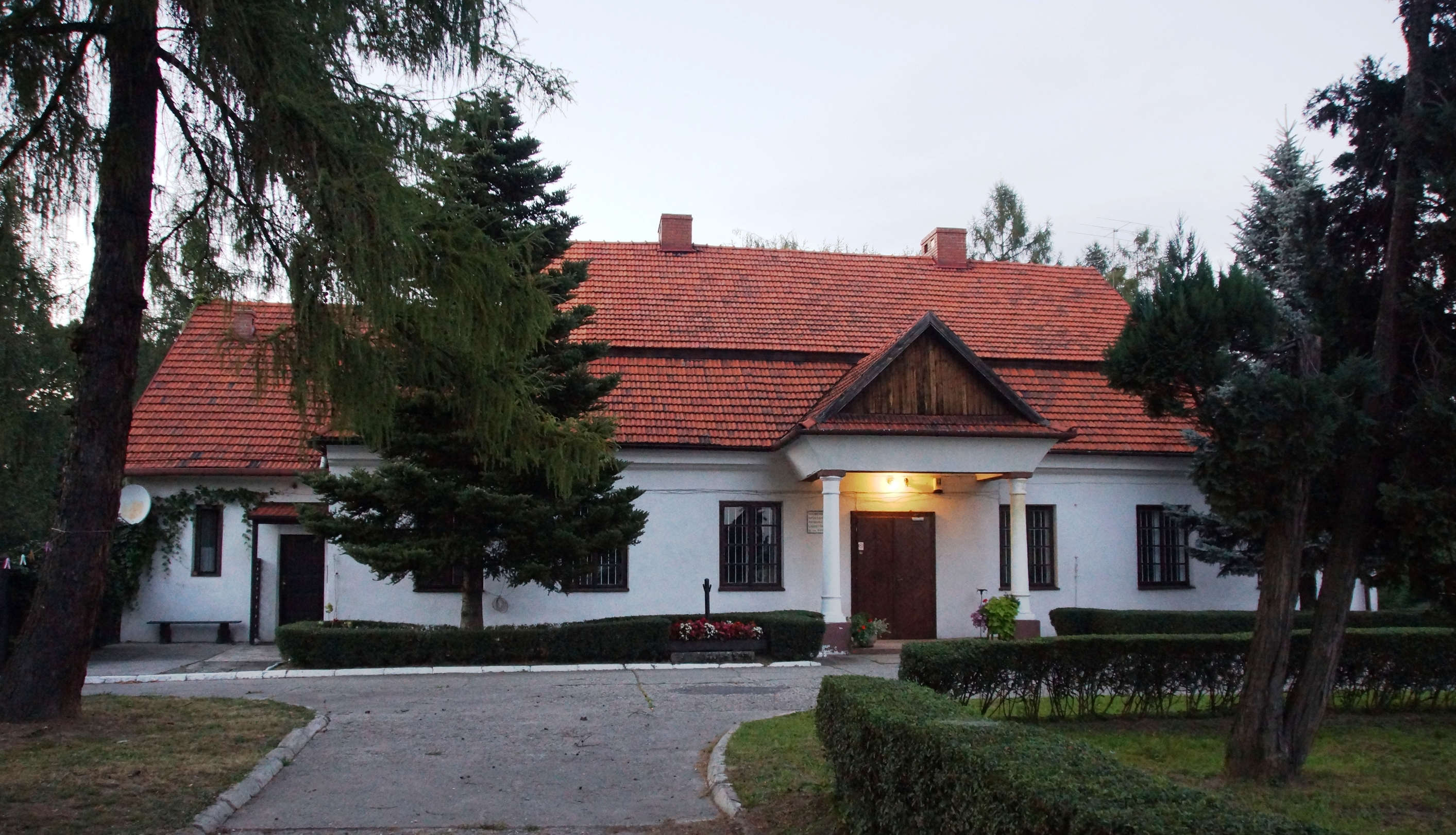
Gutshof (erbaut 1800)

Libertów ist eine Ortschaft mit einem Schulzenamt der Gmina Mogilany im Powiat Krakowski der Woiwodschaft Kleinpolen in Polen.

## Geschichte
Der Ort wurde im Jahre 1322 als Luberowice erstmals urkundlich erwähnt, und dann als Libhertow, Lambertow, Lubertowicze. Der Name war ursprünglich patronymisch (Wortende -(ow)ice), dann possessiv (-ów) abgeleitet vom Namen Libert.
Bei der Ersten Teilung Polens kam Libertów 1772 zum neuen Königreich Galizien und Lodomerien des habsburgischen Kaiserreichs (ab 1804).
1918, nach dem Ende des Ersten Weltkriegs und dem Zusammenbruch der k.u.k. Monarchie, kam Libertów zu Polen. Unterbrochen wurde dies nur durch die Besetzung Polens durch die Wehrmacht im Zweiten Weltkrieg. Es gehörte dann zum Generalgouvernement.
Von 1975 bis 1998 gehörte Libertów zur Woiwodschaft Krakau.

## Verkehr
Durch Libertów verläuft die Staatsstraße DK 7, ein Teil der sehr belebten sogenannten Zakopianka, die Krakau mit Zakopane verbindet.